# Yerulan Iskakov
Yerulan Iskakov (24 de junio de 1988) es un luchador kazajo de lucha grecorromana. Compitió en dos campeonatos mundiales consiguiendo un séptimo puesto en 2013. Ganó la medalla de bronce en los Juegos Asiáticos de 2014. Conquistó dos medallas en Campeonatos Asiáticos, de oro en 2014. Duodécimo en la Universiada de 2013. Representó a su país en el Copa del Mundo en el 2013, clasificándose en la séptima posición.